# Palmeiras de Beira
Palmeiras de Beira ist ein mosambikanischer Sportverein mit Sitz in der Stadt Beira.

## Geschichte
Der Verein gewann 1979 durch ein 2:2 nach Verlängerung und einem 5:4-Sieg im Elfmeterschießen gegen Grupo Desportivo da Companhia Têxtil do Punguè erstmals den mosambikanischen Pokal. Im darauffolgenden Jahr, 1980, erreichte Palmeiras erneut das Pokalfinale, unterlag jedoch CD Costa do Sol. Weitere Finalteilnahmen erfolgten 1984 gegen Ferroviário Maputo und 1987 gegen CD Maxaquene, die beide verloren gingen.
Von 1982 bis 1990 spielte Palmeiras de Beira in der höchsten Spielklasse Mosambiks, der Mocambola. Der Verein ist nach einem Bezirk in der Stadt Beira benannt und nicht nach dem brasilianischen Fußballverein Palmeiras.

## Erfolge

### Fußball
- Mosambikanischer Pokalsieger: 1979
- Mosambikanischer Pokalfinalist (3): 1980, 1984, 1987
- Provinzmeisterschaft Sofala (3): 1981, 1985, 1987